# Driving in Hong Kong
《Driving in Hong Kong》是由香港電視娛樂製作及播出的深宵清晨節目，於2016年4月7日03:00－06:00在ViuTV首播，節目內容為拍攝香港道路行車實況。播放時間為每星期二至六03:00－06:00，是繼當年亞洲電視作品《魚樂無窮》之後香港第二個慢電視節目，是ViuTV少數沒有提供網上重溫，以及唯一沒有片頭片末的節目。
2017年5月18日起因應ViuTV於增加凌晨重播劇集時段而取消播映。節目總共播出286集。

## 節目內容
攝製隊使用一輛配備GoPro汽車，環繞香港各區行駛，然後將錄好的全景拍攝片段在節目中循環播放，觀眾猶如坐上ViuTV的座駕「遊車河」，節目內影片會好像走馬燈一樣在螢幕上移動，而攝製時間全為晚間。
現時使用行車記錄儀拍攝，取代使用街景儀器的全景拍攝片段。
節目聲音來自now新聞台聯播有關時段內的《now深宵新聞》。

## 節目調動
- 2016年6月11日：由於直播《2016年歐洲國家盃：法國 對 羅馬尼亞》，當日暫停播映。
- 2016年7月8日：由於直播《2016年歐洲國家盃 準決賽：德國 對 法國》，當日暫停播映。
- 2016年8月2日：由於颱風妮妲襲港，天文台發出八號烈風或暴風信號，當日暫停播映，改為與now新聞台畫面聯播《Now深宵新聞》，並於畫面下方加入走馬燈顯示最新風暴消息。此為節目播放以來首次因熱帶氣旋而停播。
- 2017年1月28日及31日：由於重播劇集《太陽的後裔》，當日暫停播映。